# TUIfly

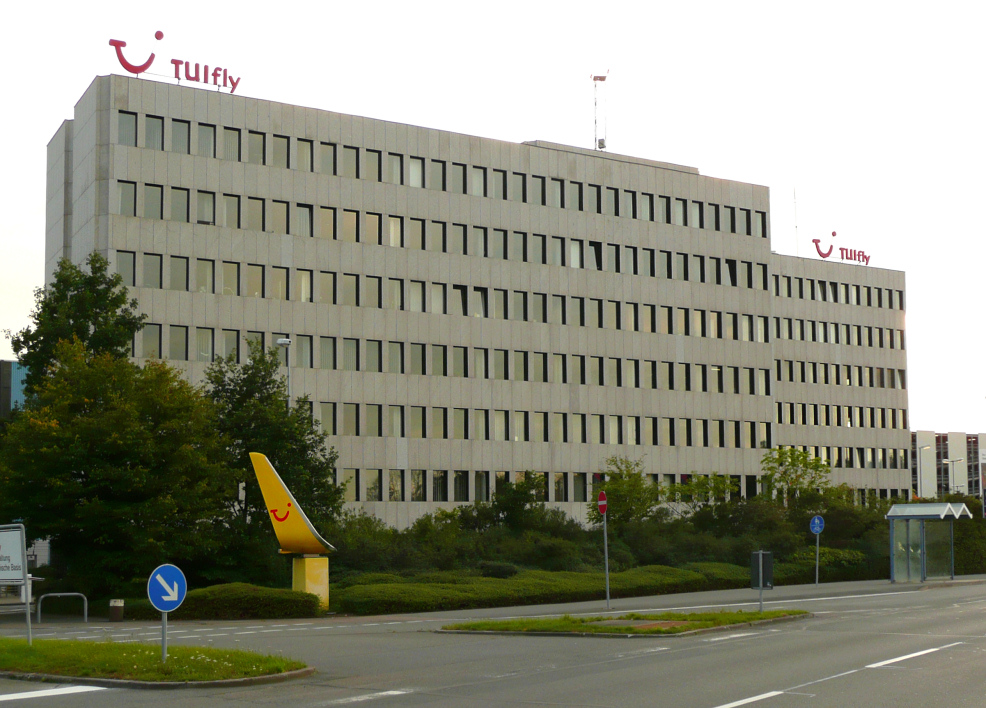
A sede da TUIfly

TUIfly é uma empresa aérea alemã fundada em 2007 devido à fusão da Hapag-Lloyd Flug e da Hapag-Lloyd Express, marcas que deixaram de ser utilizadas. É uma empresa de voos charter e 'low cost'.

## Frota

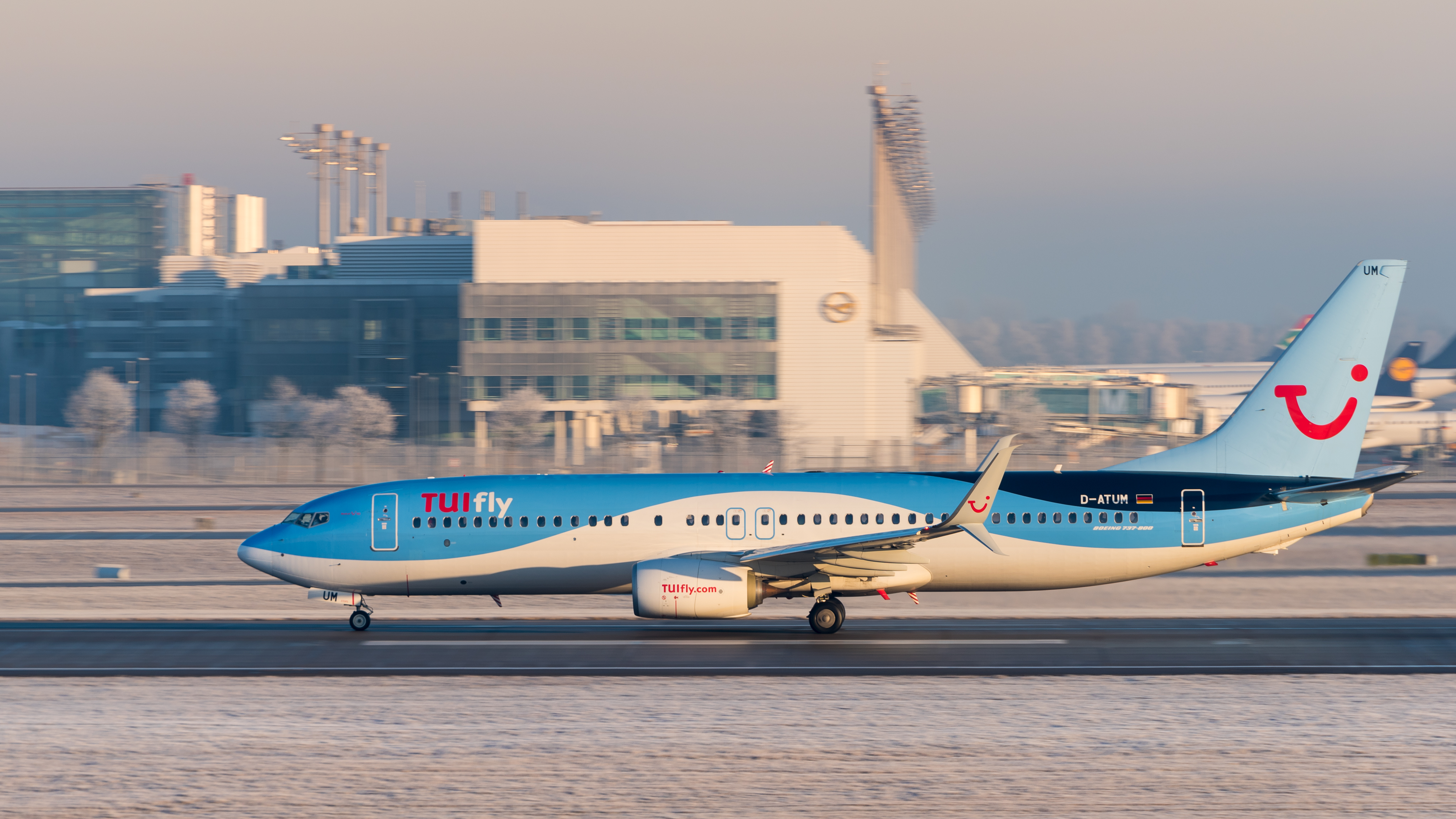
Boeing 737-800 da TUIfly.

Em novembro de 2016.
- 4 Boeing 737-700
- 35 Boeing 737-800
- 1 Boeing 767-300ER

## Destinos
No seguinte mapa encontram-se todos os destinos da TUIfly (Dezembro de 2012):